# Angelo Cibo
Angelo Cibo (* in Genua; † vor Oktober 1404) war ein Kardinal der Römischen Kirche.
Der Bruder des Kardinals Leonardo Cibo wurde am 27. Februar 1402 von Papst Bonifaz IX. zum Kardinaldiakon der Titeldiakonie Santi Silvestro e Martino ai Monti berufen.